# Flyer Fox
Flyer Fox (с англ. — «Летающий лис») — компьютерная игра в жанре shoot ’em up, разработанная компанией Game Gems Inc. (К. Тойферт и Г. Карбонаро) и изданная TYMAC для Commodore 64 в 1984 году. Версия для ZX Spectrum была выпущена компанией Bug-Byte Software в 1986 году.

## Игровой процесс
В Flyer Fox игрок управляет истребителем, сопровождающим авиалайнер через враждебное воздушное пространство. Игра ведётся от первого лица из кабины самолёта игрока. Основная цель — защитить авиалайнер от волн вражеских истребителей, следя за расходом топлива и избегая повреждений.
Игрок управляет самолётом с помощью джойстика, выполняя основные манёвры: крен влево и вправо, набор высоты и снижение. В игре нет сложного моделирования полёта, вместо этого основное внимание уделяется бою. Игрок может запускать ракеты по вражеским самолётам, используя автоматическую систему захвата цели.
Основная цель игрока — защитить авиалайнер от волн вражеских истребителей. Экран игры отображает панель приборов, включающей радиолокатор для отслеживания противников, компас для навигации и определения местоположения авиалайнера, авиагоризонт для ориентации в полете, высотомер, индикатор уровня топлива и индикаторы состояния повреждений как для самолёта игрока, так и для сопровождаемого авиалайнера. Строка состояния на приборной панели показывает прокручиваемые сообщения о текущей ситуации, включая предупреждения о приближающихся атаках.
Игра состоит из нескольких усложняющихся уровней. По мере прохождения игры вражеские истребители становятся более многочисленными, быстрыми и агрессивными, а некоторые из них способны вести ответный огонь. Запас топлива игрока пополняется в начале каждого нового уровня, но все полученные повреждения сохраняются. Чтобы пройти уровень, игрок должен уничтожить все вражеские истребители, обеспечив при этом безопасность авиалайнера. Игра заканчивается, если авиалайнер уничтожен или самолет игрока получил критические повреждения.

## Графика и звук
Визуальное оформление игры довольно простое: небо, вражеские самолеты и сопровождаемый авиалайнер представлены простыми формами и силуэтами. Большую часть экрана занимает приборная панель.
Flyer Fox воспроизводит ограниченный набор звуковых эффектов, включая звуки блокировки ракет и основные шумы двигателя. В игре также присутствуют голосовые сэмплы, включающие, например, предупреждения о приближающихся атаках. Однако из-за аппаратных ограничений они не очень разборчивы.

## Приём
| Иноязычные издания | Иноязычные издания |
| Издание            | Оценка             |
| ------------------ | ------------------ |
| CVG                | 27/40              |
| Sinclair User      | 3/5                |
| Zzap!64            | 70 %               |
| Computer Gamer     | [ 5 ]              |

Flyer Fox получила смешанные отзывы. Мнения об оригинальной версии для Commodore 64 были в основном положительными. Computer and Video Games описал ее как «играбельную стрелялку с хорошей графикой», хотя и негативно оценил качество звука. ZZap!64 похвалил графику и отметил, что игра больше ппонравится любителям аркад, чем энтузиастам авиасимуляторов. Computer Gamer был особенно восторжен, наградив игру пятизвездочным рейтингом и описав ее как «очень хорошо представленную и чрезвычайно захватывающую».
Бюджетный релиз для ZX Spectrum получил более негативные отзывы. Рецензенты журнала Crash отметили, что возраст игры очевиден из-за отсутствия доработок. Графика в целом была сочтена ничем не примечательной, один из рецензентов назвал ее «заурядную, невыразительную и неряшливую».
В то время как одни обозреватели хвалили речевой синтез игры как «довольно реалистичный» и «увлекательный», другие находили воспроизводимые игрой звуки раздражающими при частом повторении.
Геймплей подвергся критике за повторяемость и отсутствие привлекательности. Один из рецензентов Crash отметил, что «отсутствие разнообразия в игре вскоре приводит к скуке». Управление было описано другим рецензентом как «медленное и неотзывчивое».
Несмотря на недостатки этой версии игры, некоторые рецензенты сочли невысокую цену достаточным основанием для того, чтобы рекомендовать её игроку. Как заключил Crash, «за свои деньги, несмотря на простоту, это хорошее развлечение на некоторое время».